# 明日を抱きしめて
『ヒューマン・ラブ・ストーリー 明日を抱きしめて』（ヒューマン・ラブ・ストーリー あすをだきしめて）は、2000年10月9日から12月11日まで日本テレビ系列で毎週月曜22:00 - 22:54（JST）に放送されたよみうりテレビ制作のテレビドラマ。前川麻子原作。
少年犯罪、冤罪、同性愛、近親相姦と多くのテーマを盛り込んだドラマで、次男逮捕に伴う三田佳子の降板は話題にはなったものの、視聴率は振るわなかった。

## ストーリー
人気建築家の相沢亮介は、画廊経営者の妻、洋子と数年前に離婚し、弁護士の真希と再婚したばかり。洋子に引き取られていた息子の達也は、父の再婚を祝福。相沢家を頻繁に訪問し、継母にあたる真希とも打ち解けた様子だったが、実は密かに想いを寄せていた。一方真希には、数年前、少年院に送致される途中で自ら命を絶った弟がおり、彼の死の真相を追い続けてきた。

## キャスト
- 相澤亮介：松本幸四郎 - 主人公。人気建築家。
- 相澤真希：高島礼子 - 亮介の現在の妻で弁護士。弟の事件を追っている。
- 高宮達也：鳥羽潤 - 亮介と、元妻の洋子との間に生まれた息子。
- 藤崎カオル：川原亜矢子 - 亮介の秘書。
- 坂本千佳：酒井美紀 - 達也の恋人。
- 高階雅之：山本耕史 - 達也の高校の先輩。現在国会議員。
- 城戸和彦：小栗旬 - 真希の弟。無実の罪を着せられ、自殺。達也の高校の同級生。
- 石田博：大坂俊介
- ユキ：上原歩
- 田所次郎：森宮隆
- 田所加奈：松本紀保
- 山根賢治：金田明夫
- 石田順子：沢田亜矢子
- 陣内高太郎：森本レオ
- 相澤美佐：加藤治子 - 亮介の母で達也の祖母。
- 高宮洋子：三田佳子（ - 第6回）→小柳ルミ子（第8回 - ） - 亮介の前妻で、達也の母。画廊を経営している。

## 主題歌
「RING」B'z
作詞：稲葉浩志 作曲：松本孝弘 編曲：松本孝弘・稲葉浩志
もともとは、TBS系列の日曜劇場枠で放送されていた『ビューティフルライフ』のために書き下ろされた曲。

## スタッフ
- 原作：前川麻子
- 脚本：市川森一
- 音楽：REMEDIOS
- プロデューサー：岡本俊次、木村元子（よみうりテレビ）、福田誠（泉放送制作）
- 演出：金子与志一、岡本浩一（よみうりテレビ）、平川雄一朗
- 制作：よみうりテレビ

## サブタイトル
| 第1回                                                     | 2000年10月9日  | 危険な恋         | 10.7% |
| 第2回                                                     | 2000年10月16日 | その夜は忘れない | 8.0%  |
| 第3回                                                     | 2000年10月23日 | 愛の嵐           | 4.5%  |
| 第4回                                                     | 2000年10月30日 | 略奪愛           | 8.9%  |
| 第5回                                                     | 2000年11月6日  | 逃避行           | 6.4%  |
| 第6回                                                     | 2000年11月13日 | 愛が微笑む夜     | 5.9%  |
| 第7回                                                     | 2000年11月20日 | 告白の行方       | 6.8%  |
| 第8回                                                     | 2000年11月27日 | 最後の抱擁       | 7.3%  |
| 第9回                                                     | 2000年12月4日  | 魔女裁判         | 7.6%  |
| 最終回                                                    | 2000年12月11日 | 生と死の旅立ち!  | 7.0%  |
| 平均視聴率 7.3%（視聴率は関東地区・ビデオリサーチ社調べ） |                |                  |       |

## 映像ソフト
- 明日を抱きしめて Vol.1・Vol.2（バップ） - 2001年1月24日発売、VHSの単品商品。
- 明日を抱きしめて Vol.3・Vol.4（バップ） - 2001年2月21日発売、VHSの単品商品。

## サウンドトラック
- 明日を抱きしめて COMPOSED by REMEDIOS 、2000年12月6日発売, BMCR-7047

| 読売テレビ 月曜10時枠の連続ドラマ              | 読売テレビ 月曜10時枠の連続ドラマ                                   | 読売テレビ 月曜10時枠の連続ドラマ |
| 前番組                                         | 番組名                                                              | 次番組                            |
| ---------------------------------------------- | ------------------------------------------------------------------- | --------------------------------- |
| リミット もしも、わが子が… （2000.7.3 - 9.11） | ヒューマン・ラブ・ストーリー 明日を抱きしめて （2000.10.9 - 12.11） | 別れさせ屋 （2001.1.8 - 3.5）     |